# Первый корнет Стрешнев
«Первый корнет Стрешнев» — историко-революционный художественный фильм режиссёров Михаила Чиаурели и Ефима Дзигана, снятый в 1928 году на студии Госкинпром Грузии.
Премьера фильма состоялась 2 октября 1928 года. Первый фильм Ефима Дзигана.

## Сюжет
Фильм о пробуждении сознания у человека, захваченного революционной волной.
События фильма происходят во время Первой мировой войны в 1917 году на Кавказском фронте.
Никогда не интересовавшийся политикой, первый корнет военного оркестра Стрешнев, верой и правдой служит своему суровому командиру полковнику Гарабурде. Музыкант однажды узнает, что по приказу полковника готовится расстрел подразделения, где служит его сын Стрешнев-младший. Пробуждение классового сознания у старого служаки царской армии, заставляет его присоединиться к восставшим солдатам и предупредить сына и его товарищей о грозящей опасности.

## В ролях
- Евстат Тархнишвили —полковник Гарабурда
- А. Горшенин — корнет Стрешнев
- Андрей Мартынов — Вратов
- М. Кулаков — Павел
- Н. Харитонова — Нурсе